# Tabersonina 16-O-metiltransferasi
La tabersonina 16-O-metiltransferasi è un enzima appartenente alla classe delle transferasi, che catalizza la seguente reazione:
S-adenosil-L-metionina + 16-idrossitabersonina ⇄ S-adenosil-L-omocisteina + 16-metossitabersonina
L'enzima è coinvolto nella biosintesi della vindolina a partire dalla tabersonina nella pervinca del Madagascar, Catharanthus roseus.